# Type 2 (metralhadora)
A metralhadora Type 2 foi desenvolvida para uso aéreo pela Marinha Imperial Japonesa durante a Segunda Guerra Mundial. Era uma cópia licenciada da metralhadora alemã MG 131.

## Instalações
- Aichi B7A
- Aichi E16A
- Mitsubishi A6M5c
- Mitsubishi G4M
- Nakajima B6N
- Yokosuka P1Y